# Алкогольный параноид
Алкого́льный парано́ид — металкогольный психоз, основным проявлением которого является галлюцинаторно-параноидный синдром с бредом обыденного, конкретного содержания. Алкогольный параноид протекает преимущественно или с бредом преследования, или с бредом ревности. Помимо этого, присутствуют невыраженные слуховые галлюцинации на фоне ясного сознания.

## История
Г. Ленц более 100 лет назад впервые описал алкогольный психоз, который сейчас называются алкогольным параноидом. Затем И. В. Стрельчук (1949) выделил и описал алкогольной параноид в качестве самостоятельной формы алкогольного психоза. В МКБ-9 алкогольный параноид являлся подтипом «алкогольного бреда ревности», с выделением следующих диагностических форм: «острый алкогольный параноид», «хронический алкогольный параноид», «другие алкогольные параноиды».

## Клиническая картина
Основным клиническим синдромом алкогольного параноида является бред преследования и ревности, иногда встречается бред воздействия. По содержанию бредовые идеи конкретны, связаны с окружением больного и близкими лицами (с мужем или женой, соседями, сослуживцами и т. п.). Больные могут проявлять агрессию. Эмоции больных насыщенные и выразительные, в основном в виде страха и тревоги. Поведение обусловлено фабулой бреда.
Вместе с бредом могут наблюдаться фрагментарные слуховые галлюцинации, реже — зрительные галлюцинации.
Больной алкогольным параноидом почти всегда правильно ориентирован во времени, в месте, и собственной личности.

## Типы течения
По течению психозы разделяют на острые (длительностью до 3—4 недели), подострые (до 2—3 месяца) и хронические (свыше 3 месяцев).

## Дифференциальная диагностика
Отличие алкогольного параноида от параноидной шизофрении — в обыденности и конкретности бреда, в то время как при шизофрении бред вычурный.

## Лечение
Для лечения используются антипсихотические средства (нейролептики).